# 瑪格達列娜·奧古斯塔 (安哈特-采爾布斯特)
瑪格達列娜·奧古斯塔（德語：Magdalena Augusta，1679年10月13日—1740年10月11日），薩克森-哥達-阿爾滕堡公爵夫人，安哈特-采爾布斯特親王卡爾·威廉的女兒。

## 家庭
1696年，瑪格達列娜·奧古斯塔和薩克森-哥達-阿爾滕堡公爵腓特烈二世結婚，誕下19個孩子：
1. 腓特烈（1699年—1772年）
2. 威廉（英语：Prince William of Saxe-Gotha-Altenburg）（1701年—1771年）
3. 約翰·奧古斯特（英语：Prince John August of Saxe-Gotha-Altenburg）（1704年—1767年）
4. 弗蕾德里克（1715年—1775年）
5. 奧古絲塔（1719年—1772年）
6. 約翰·阿道夫（英语：Johann Adolf of Saxe-Gotha-Altenburg）（1721年—1799年）